# Ismenius Lacus
Ismenius Lacus  è una caratteristica di albedo della superficie di Marte.